# جانی گرازدریایی
جانی گرازدریایی یا جانی گرازدریاییه (به انگلیسی: Johnny the Walrus) یک کتاب مصور برای کودکان است که مت والش، مفسرِ سیاسیِ محافظه‌کار آمریکایی، آن را نوشته‌است. این کتاب با داستان کودکی به نام جانی، تراجنسیتی‌بودن را به‌طور تمثیلی با تظاهر به یک گرازدریایی‌بودن مقایسه می‌کند. این کتاب را DW Books، بخشی از The Daily Wire منتشر کرد.

## خلاصه

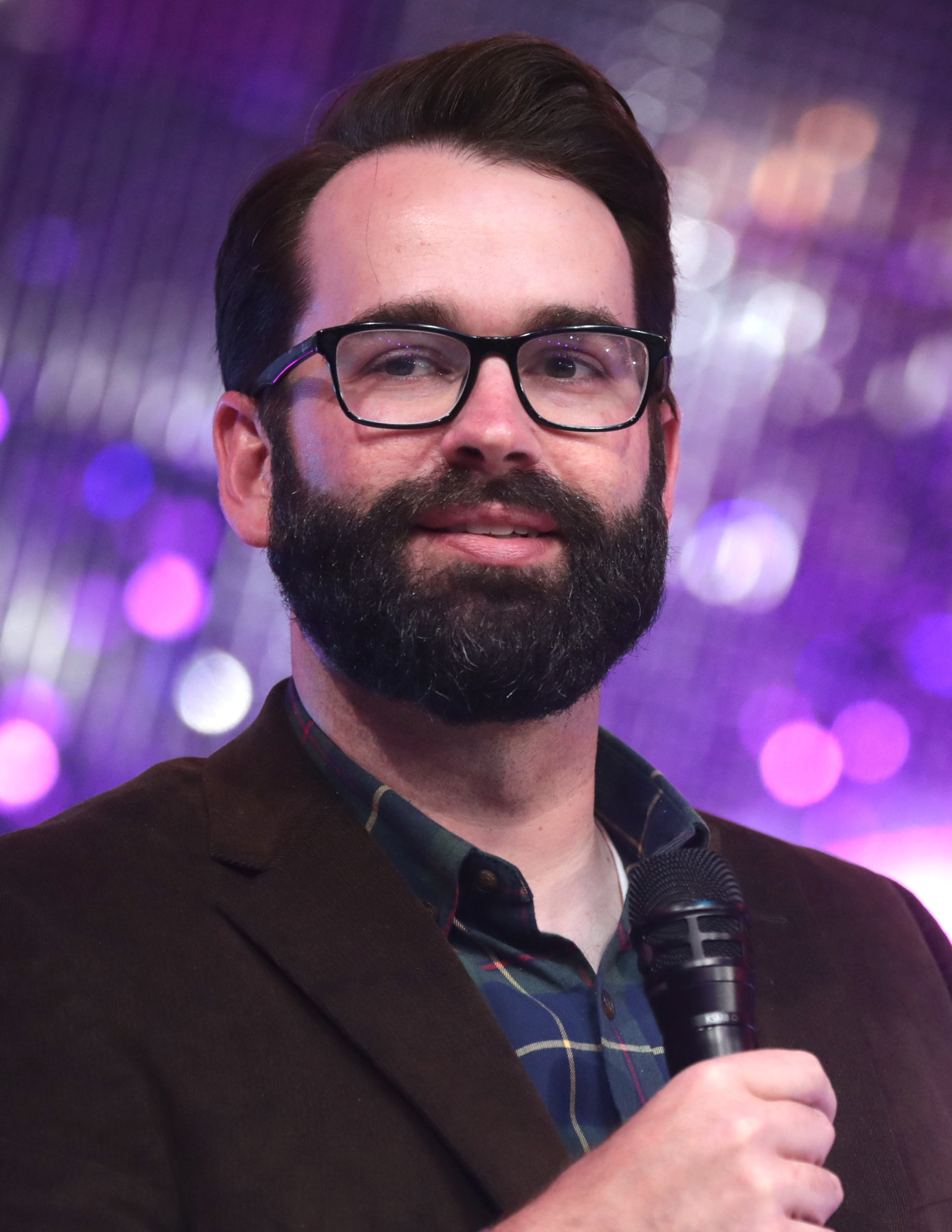
نویسنده مت والش در سال ۲۰۲۲

جانی پسر بچه‌ای باتخیل است که با قاشق به عنوان عاج، نقش گرازدریایی را بازی می‌کند. زمانی که «اهالی اینترنت» متوجه می‌شوند که جانی از یک گرازدریایی‌بودن لذت می‌برد، مجبور می‌شود بین پسربودن یا گرازدریایی‌بودن تصمیم بگیرد و اجازه تغییر نظرش را ندارد. «اهالی اینترنت» مادر جانی را نیز زیر فشار می‌گذارند تا به جانی به عنوانِ غذا کِرم بدهد (کاری که گرازدریایی‌ها می‌کنند) و او را با اره نزد دکتر ببرد که دکتر هم پیشنهاد می‌کند دست و پای جانی را به باله تبدیل کند…

## واکنش‌ها
جانی گرازدریایی پیش از اینکه آمازون آن را در ۱۰ دسامبر ۲۰۲۱ دوباره در ردهٔ تفسیر سیاسی و اجتماعی دسته‌بندی کند، پرفروش‌ترین کتاب در رده ال‌جی‌بی‌تی+ آمازون شد. والش این دسته‌بندی دوباره را «حمله‌ای بی‌وجدانانه به حقوق هم‌جنس‌گرایان و نمونه وحشتناکِ هم‌جنس‌گراهراسی و زدودن هم‌جنس‌گرایان» خواند. گلاد، یک سازمان نظارت بر رسانهٔ دگرباشان جنسی، پیش‌تر از آمازون خواسته بود تا این کتاب را از ردهٔ ال‌جی‌بی‌تی+ بردارد. در همان روز، تارگت این کتاب را از کتاب‌فروشیِ برخطِ (آنلاین) خود حذف کرد.
تاکر کارلسون مجری فاکس نیوز این کتاب را «خنده دار» نامید. وب‌سایت خبری محافظه‌کار بلیزمدیا، این کتاب را «کوششی برای عقب‌راندن ایدئولوژیِ جنسیتیِ رادیکال که واقعیت بیولوژیکی را به چالش می‌کشد» خواند. اندرو دویل، طنزپرداز، این کتاب را به دلیل تمسخرِ «تلقین به جوانان» تحسین کرد. «اخبار صورتی»(PinkNews)، وب‌سایت خبری دگرباشان، این کتاب را «نفرت‌پراکن» و «ترنس‌هراس» نامیده‌است. «LGBTQ Nation» این کتاب را «ضد تراجنسیتی» نامید و گفت که این کتاب جوانان تراجنسیتی را به سخره می‌گیرد.
در مارس ۲۰۲۲، گروهی به نام «بدون نفرت» در آمازون طوماری را منتشر کرد و از آمازون خواست که فروش کتاب‌هایی مانند «جانی گرازدریایی» و «آسیب غیرقابل برگشت» را متوقف کند و در عوض یک هیئت نظارتی تشکیل دهد که به کارمندان اجازه می‌دهد محتوای فروخته شده در آمازون را تعیین کنند. حداقل ۵۰۰ نفر این طومار که در تابستان ۲۰۲۱ به رهبری آمازون ارائه شده بود را امضا کردند. سخنگویِ The Daily Wire آمازون را به دلیل «رد درخواست‌های کارکنان بیدار خود» تحسین کرد و گفت که جانی گرازدریایی تا ژوئن ۲۰۲۲ «نزدیک به ۱۰٬۰۰۰ نسخه» در آمازون فروخته شده‌است.